# Nangra
Nangra is een geslacht van straalvinnige vissen uit de familie van de zuigmeervallen (Sisoridae).

## Soorten
- Nangra assamensis Sen & Biswas, 1994
- Nangra bucculenta Roberts & Ferraris, 1998
- Nangra nangra (Hamilton, 1822)
- Nangra ornata Roberts & Ferraris, 1998
- Nangra robusta Mirza & Awan, 1973